# Gouvernement Moskou
Het gouvernement Moskou (Russisch: Московская губерния, Moskovskaja goebernija) was een gouvernement (goebernija) in het keizerrijk Rusland. Het gouvernement bestond van 1708 tot 1929.  Het grensde aan de gouvernementen Tver,  Vladimir, Rjazan, Toela, Kaluga en Smolensk. De hoofdstad was Moskou.

## Geschiedenis
Het gouvernement Moskou ontstond door een oekaze van tsaar Peter I van Rusland op 18 december 1708. Het ontstaan ging gepaard met andere hervormingen van Peter de Grote. Op 29 mei 1719 werd het gebied ingedeeld in negen provincies. In 1727 kwamen de provincies Jaroslavl en Uglitsj van het gouvernement Sint-Petersburg bij het gouvernement Moskou.
In de periode 1775-1778 werd het gouvernement verkleind omdat de gouvernementen Kaluga, Toela, Vladimir, Rjasan en Kostroma gevormd werden. In 1781 werden er oejazden ingesteld. In 1929 werd het gouvernement afgeschaft.